# Sara Tröster Klemm
Sara Tröster Klemm (* 1980 in Basel) ist eine deutsch-schweizerische Kunsthistorikerin und Schriftstellerin.

## Leben
Sara Tröster Klemm wuchs in Basel, Genf und Dresden auf. Sie studierte von 2000 bis 2002 Kulturwissenschaften, Slawistik und Russistik an der Humboldt-Universität zu Berlin und von 2001 bis 2006 Kunstgeschichte und Geschichte an der FU Berlin. 2003/2004 folgte ein Studium an der Universität Paris-Sorbonne (Paris IV). Das Studium schloss sie 2006 bei Thomas W. Gaehtgens mit dem Magistergrad ab. Von 2011 bis 2014 absolvierte sie ein Promotionsstudium im Fach Kunstgeschichte am Institut für Kunst- und Musikwissenschaft der TU Dresden, wo sie im Jahr 2014 bei Jürgen Müller und Ulrich Bischoff über den zeitgenössischen Maler Tim Eitel mit summa cum laude promoviert wurde. Von 2011 bis 2014 wurde ihre Forschungsarbeit durch eine Landesinnovationspromotion der EU und des Freistaates Sachsen gefördert.
Tröster Klemm ist als freie Autorin tätig und schreibt vor allem Texte über zeitgenössische Malerei, aber auch klassische Kunst und Musik. Von Ende 2014 bis Juli 2015 war sie Geschäftsführerin der Galerie m2a für zeitgenössische Kunst in Dresden.
Unter der Schirmherrschaft von Stanislaw Tillich und Scheich Nahyan bin Mubarak Al Nahyan kuratierte sie die Ausstellung „Global Home – yes Paradise no“ in den Vereinigten Arabischen Emiraten. Sie zeigte die Künstler Benjamin Dittrich, Jörg Danielczyk, Stefan Guggisberg, Mandy Kunze, Khaled Al-Saai und Isabelle Krieg in Abu Dhabi. Im Auftrag des Freundeskreises der Städtischen Galerie Dresden verfasste sie drei Bücher über die Dresdner Kunstszene in den Jahren 1990, 1991 und 1992.
Tröster Klemm ist mit der Erfassung und Digitalisierung der Mansfeld-Galerie beauftragt. Sie ist Mitglied im Verband Deutscher Kunsthistoriker, im Freundeskreis der HGB Leipzig und in der Graduiertenakademie TU Dresden.
Sie lebt mit ihrer Familie in Leipzig und spricht Französisch, Englisch, Russisch und Alemannisch.

## Publikationen (Auswahl)

### Monographien
- Tim Eitel. Das investigative Bild. Reflexionsebenen in seiner Malerei. Gebr. Mann Verlag, Berlin 2015, ISBN 978-3-7861-2715-4.
- 25 Kunst in Dresden. Jahrbuch 1990. Freundeskreis Städtische Galerie Dresden – Atelierbegegnung e.V. (Hrsg.). Dresden 2015, ISBN 978-3-9817792-1-9. (pdf)
- 25 Kunst in Dresden. Jahrbuch 1991, Freundeskreis Städtische Galerie Dresden – Atelierbegegnung e.V. (Hrsg.). Dresden 2016, ISBN 978-3-9817792-2-6.
- 25 Kunst in Dresden. Jahrbuch 1992, Freundeskreis Städtische Galerie Dresden – Atelierbegegnung e.V. (Hrsg.). Sandstein Verlag, Dresden 2017, ISBN 978-3-95498-359-9.

### Herausgeberschaft, wissenschaftliche Essays und Artikel
- Global Home – yes Paradise no. [Zgl. Hrsg.; Magazin zur Ausstellung in Abu Dhabi mit Khaled Al-Saai, Isabelle Krieg, Stefan Guggisberg, Jörg Danielczyk, Mandy Kunze und Benjamin Dittrich.] Finestra Aperta Art Solutions, Sandstein Verlag, Dresden/Abu Dhabi 2016, ISBN 978-3-00-052904-7.
- Wu Wei-Dào - Werkbuch, mit einer kunsthistorischen Einführung in das Werk von Robert Reschkowski und eine Werkbeschreibung zu Das Große Raster, erschienen anlässlich der Einzelausstellung von Robert Reschkowski im Kunstverein Duisburg, „Von der Landschaft zur Kosmologie“, Duisburg 2025.
- Madeleine Kelly’s painting: between nature and technology, in: E O’Neill (ed.) Madeleine Kelly: Entangled Flashes / Verwickelte Blitze, The University of Sydney, Sydney 2024, S. 56–65.
- Von Dr. Caligari, Monty Python bis zum Videoclip. Ben Hopkins’ The Nine Lives of Tomas Katz (GB/DE 2000). In: Film Bild Emotion. Film und Kunstgeschichte im postkinematografischen Zeitalter. ZOOM. Perspektiven der Moderne Band 7, hg. von Marcus Stiglegger und Christoph Wagner. Gebr. Mann Verlag, Berlin 2021, S. 474–487.
- Amanda Boetzkes; Plastic Capitalism. Contemporary Art and the Drive to Waste. In: Journal für Kunstgeschichte. Die internationale Rezensionszeitschrift. Journal of Art History. International Periodical of Reviews, Jg. 25, 1/2021. Schnell+Steiner, Regensburg 2021, S. 72–82. Online-Ausgabe des Journals of Art History
- Barbara Eschenburg; Naturbilder – Weltbilder. Landschaftsmalerei und Naturphilosophie von Jan van Eyck bis Paul Klee. In: Journal für Kunstgeschichte. Die internationale Rezensionszeitschrift. Journal of Art History. International Periodical of Reviews, Jg. 24, 3/2020. Schnell+Steiner, Regensburg 2020, S. 234–246. (Zeitschriften - Universität Regensburg)
- Karl Schwind (Hrsg.), mit Beiträgen von Josef Haslinger, Matthias Bormuth, Horst Bredekamp, Kai Uwe Schierz; Michael Triegel: Discordia concors. Ausstellungskatalog Angermuseum, 18.11.2018–17.02.2019, Erfurt; Museum de Fundatie, 25.05.2019–08.09.2019, Zwolle, Niederlande. Hirmer, München 2018. In: Journal für Kunstgeschichte. Die internationale Rezensionszeitschrift. Journal of Art History. International Periodical of Reviews, Jg. 25, 4/2019. Schnell+Steiner, Regensburg 2019, S. 385–396. (Zeitschriften - Universität Regensburg)
- Simone Christiana Ebert: Botticelli – Signorelli – Michelangelo. Zur Kunstpolitik des Lorenzo di Pierfrancesco de’ Medici. In: Journal für Kunstgeschichte. Die internationale Rezensionszeitschrift. Journal of Art History. International Periodical of Reviews, Jg. 23, 2/2019. Schnell+Steiner, Regensburg 2019, S. 134–143. (Zeitschriften - Universität Regensburg)
- Licht und Wandel als Konzept. Die Malerei Kurt Bartels. In: Ausstellungskatalog Kurt Bartel. Ans Licht. Retrospektive 1957–2017. Untergeschoss 14, Baumwollspinnerei Halle 14, Leipzig 2018.
- Parfum, Odeur und Taste: Geschmack und Geruch sichtbar gemacht in der Kunst. Von Jan Brueghel d. Ä., Adriaen Brouwer, Luigi Russolo, Hannah Höch bis zu fructuoso/wipf und/and Perfume, Odeur, Aroma: Smell and Taste Made Visible in the Arts From Jan Brueghel the Elder, Adriaen Brouwer, Luigi Russolo, and Hannah Höch to fructuoso/wipf. In: 25 Jahre/25 Years Bell Flavors & Fragrances GmbH. Leipzig 2018, S. 120–134.
- Christian Berger; Wiederholung und Experiment bei Edgar Degas. In: Journal für Kunstgeschichte. Die internationale Rezensionszeitschrift. Journal of Art History. International Periodical of Reviews, Jg. 20, 4/2016. Schnell+Steiner, Regensburg 2016, S. 380–385. (Zeitschriften - Universität Regensburg)
- Von Gärten, Träumen und Mysterien. Kohärenz und Polyvalenz in der Malerei von Rosa Loy. In: Ingrid Mössinger (Hrsg.): Neo Rauch. Abwägung; Rosa Loy. Gravitation. Ausstellungskatalog Kunstsammlungen Chemnitz. Deutscher Kunstverlag, Berlin 2012, S. 61–67. ISBN 978-3-422-07178-0.
- Die große Diagonale. Der Heilige Antonius, von Dämonen gepeinigt, oberrheinisch, um 1520. Eine Bildanalyse. VDM Verlag Dr. Müller, Saarbrücken 2008, ISBN 978-3-8364-7102-2.

## Ehrungen
- 2005: Hochschul-Essay-Preis, Cicero, mit dem Text „Die neuen Sklaven – eine Realutopie“,[7] verliehen am 13. September 2005 von Kulturstaatsministerin Christina Weiss in der Berliner Akademie der Künste[8]
- 2011–2014: Landesinnovationspromotion, Europäische Union und Freistaat Sachsen[1]